# Bahrajn na Letnich Igrzyskach Olimpijskich 1996
Bahrajn na Letnich Igrzyskach Olimpijskich 1996 reprezentowało 5 zawodników, byli to sami mężczyźni.

## Skład kadry

### Lekkoatletyka
- Fawaz Ismail Johar – bieg na 110 m przez płotki mężczyzn (odpadł w 1 rundzie eliminacji)

### Żeglarstwo
- Mohamed Al-Sada – klasa Laser – 51. miejsce
- Essa Al-Busmait, Khaled Al-Sada, Ahmed Al-Saie – klasa Soling – 22. miejsce